# Notaeolidia depressa
Notaeolidia depressa is een slakkensoort uit de familie van de Notaeolidiidae. De wetenschappelijke naam van de soort is voor het eerst geldig gepubliceerd in 1907 door Eliot.